# Буриан, Власта
Вла́ста Бу́риан (чеш. Vlasta Burian, наст. имя — Йо́зеф Вла́стимил Бу́риан (чеш. Josef Vlastimil Burian)) — чешский театральный и киноактёр.

## Биография
Йозеф Властимил Буриан родился 9 апреля 1891 года в городе Либерец на севере Чехии в семье портного Антонина Буриана.
В молодости увлекался спортом: теннисом, верховой ездой, велосипедом, футболом (был голкипером пражского футбольного клуба «Спарта»).
Получил известность популярного комического актёра. Снимался во множестве фильмов со своим постоянным партнёром, не менее известным актёром Ярославом Марваном. Был директором пражского театра, известного сегодня под именем Театра комедии (1925—1944).
В 1933 году сыграл главную роль в совместном чешско-польском фильме «Двенадцать стульев», первой экранизации романа Ильи Ильфа и Евгения Петрова.
После окончания Второй мировой войны был обвинён в коллаборационизме и на короткое время заключён в тюрьму. До 1950 года актёру было запрещено выступать на сцене. В 1994 году все выдвинутые против него обвинения были официально сняты.

## Избранная фильмография
- To neznáte Hadimršku
- Funebrák
- 1930 — Императорский и королевский фельдмаршал — Франтишек Прохазка
- Лёличек на службе у Шерлока Холмса
- Антон Шпелец, снайпер
- Pobočník Jeho Výsosti
- 1933 — Ревизор / Revizor — Хлестаков
- Двенадцать стульев (фильм, 1933) — Фердинанд Шуплатко
- Hrdinný kapitán Korkorán
- Nezlobte dědečka
- Hrdina jedné noci
- U pokladny stál…
- Ulice zpívá
- Катакомбы
- Baron Prášil
- Přednosta stanice
- Provdám svou ženu
- Zlaté dno
- Курица и пономарь
- 1954 — Жил-был король